# Het geheim van Oss
Het geheim van Oss (2001, ISBN 9045005638), met als ondertitel "een geschiedenis van de SP", is een boek van Kees Slager, over de Nederlandse politieke partij SP in Oss.
De geschiedenis van de SP-afdeling te Oss vanaf de beginjaren wordt beschreven aan de hand van gesprekken met (ex-)leden en met gebruikmaking van de SP-archieven. Het boek is uitgegeven door uitgeverij Atlas.

## Beschrijving
Rond 1970 begint de SP in Oss vanuit een groepje scholieren die zich hebben aangesloten bij de KEN, de voorloper van de SP. Deze groep kiest ervoor om te stoppen met school en gaat in een van de vele fabrieken werken die Oss rijk is. In deze fabrieken zijn ze telkens op zoek naar onrecht, dat ze aan de kaak stellen. Ook 's avonds gaan ze de wijken in om deur aan deur te vragen naar ongenoegen. Hierbij bedient de partij zich dan van mantelorganisaties met namen als "Arbeidersmacht", "Bond voor huurders en woningzoekenden", "Comité van Mens tot Mens" en "Voorkomen is beter". Elke mogelijkheid om onrecht aan de kaak te stellen wordt aangegrepen, er worden acties op touw gezet, stencils rondgedeeld, stakingen uitgeroepen en straten bezet. En er worden successen geboekt, de aanhang groeit gestaag. In deze periode worden Met Ons Medisch Centrum wordt zelfs een eigen huisartsenpraktijk opgericht. De partij gaat meedoen aan de gemeenteraadsverkiezingen, al is het aanvankelijk min of meer als bijzaak, en uiteindelijk komt de SP in het college van Oss terecht.
In het boek is behalve ruimte voor de successen, ook aandacht voor mislukkingen en mindere episodes. Er komen ook ex-leden aan het woord, die om allerlei redenen de partij verlieten, soms boos of gefrustreerd, soms uitgeblust. Ook de tegenstrevers van de SP komen aan het woord. Aandacht is er ook voor de inkadering in de geschiedenis van Oss.